# Calabruzi
I Calabruzi sono un gruppo folkloristico calabrese.

## Storia del gruppo
Sorto negli anni '80 a Lamezia Terme, il nome Calabruzi è dovuto al desiderio di collegare i calabresi di oggi e del passato (denominati bruttii, o bruzi).
Il gruppo è diretto da Pino Renda ed è composto da circa 20 elementi, proponendo balli e canti caratteristici della tradizione popolare calabrese. Gli strumenti utilizzati sono organetto, fisarmonica, chitarra e tamburelli.
Hanno anche partecipato ad alcune trasmissioni televisive RAI ed al programma regionale di Video Calabria Si giri ccu mmia... te sciali chi via.
Tutti i loro album sono stati prodotti da Elca Sound.

## Discografia
- I Calabruzi (1994)
- A strina (1997)
- Terra mia (1997)
- Ohi bella (1999)
- U vinuzzu (2003)
- Calabria Mia (2006)
- Balla Balla (2013)